# Buhovo
Buhovo je naseljeno mjesto u gradu Širokom Brijegu, Federacija Bosne i Hercegovine, BiH.

## Stanovništvo

### Popisi 1971. – 1991.
| Buhovo             |              |              |              |
| godina popisa      | 1991.        | 1981.        | 1971.        |
| Hrvati             | 515 (99,42%) | 638 (99,53%) | 794 (99,74%) |
| Srbi               | 0            | 0            | 0            |
| Muslimani          | 0            | 0            | 1 (0,12%)    |
| Jugoslaveni        | 0            | 0            | 0            |
| ostali i nepoznato | 3 (0,57%)    | 3 (0,46%)    | 1 (0,12%)    |
| ukupno             | 518          | 641          | 796          |

### Popis 2013.
| Biograci           |            |
| godina popisa      | 2013.      |
| Hrvati             | 408 (100%) |
| Srbi               | 0          |
| Bošnjaci           | 0          |
| ostali i nepoznato | 0          |
| ukupno             | 408        |

## Spomenik
U Buhovu je 1999. godine podignut spomenik žrtvama II. svjetskog rata, poraća i Domovinskog rata, ukupno 66 žrtava. Središnji znak na spomeniku je slovo V (Victoria, pobjeda), a u njemu je ugrađen hrvatski grb, s tim je da je gornji desni dio u zemljopisnim granicama Bosne i Hercegovine isječen.

## Crkva
Župa Buhovo osnovana je 1969. godine odcjepljenjem od župe Rasno. Župna kuća izgrađena je 1970. godine a izgradnja župnog crkve započela je 1971. Crkva s vjeronaučnom dvoranom izgrađena je za nešto više od godinu dana. Nacrt za crkvu izradio je ing. D. Antolković iz Slavonskog Broda. Crkva je blagoslovljena 30. kolovoza 1972. godine. 1973. godine izgrađen je zvonik visok 20 metara, a1999. godine je temeljito obnovljen i pokriven bakrenim krovom. Crkva ima oblik kružnog isječka s uvučenim svetištem. Crkva je ponovo pokrivena i preuređena u novije vrijeme (radovi završeni 2003.) Danas crkva, župna kuća i crkveni okoliš izgledaju kao botanički vrt. Popločan je i trg oko crkve.

## Poznate osobe
- Ante Ivanković, b-h. i hrv. televizijski novinar
- Zdenko Ćosić, b-h. i hrv. novinar i političar